# Arpèges dans la vallée
Arpèges dans la vallée est la cinquante-et-unième histoire de la série Lucky Luke par Morris (dessin) et René Goscinny (scénario). Elle est publiée pour la première fois dans le no 2 du journal Super Pocket Pilote. L'histoire a également été publiée dans La Bataille du riz, album offert par le réseau Total en 1972 et compilant quatre histoires courtes.

## Univers

### Synopsis
Sean O'Flanagan, barman de la ville River Pueblo, ramène dans son chariot un piano mécanique destiné à ses clients.

### Personnages
- Lucky Luke, cow-boy
- Sean O'Flanagan, barman
- Jolly Jumper, cheval